# جيمس أبوت (لاعب كرة قدم)
جيمس أبوت (بالإنجليزية: James Abbott )‏؛ هو لاعب كرة قدم إنجليزي سابق.